# Stad Almelo
Stad Almelo is een voormalige gemeente in de Nederlandse provincie Overijssel.

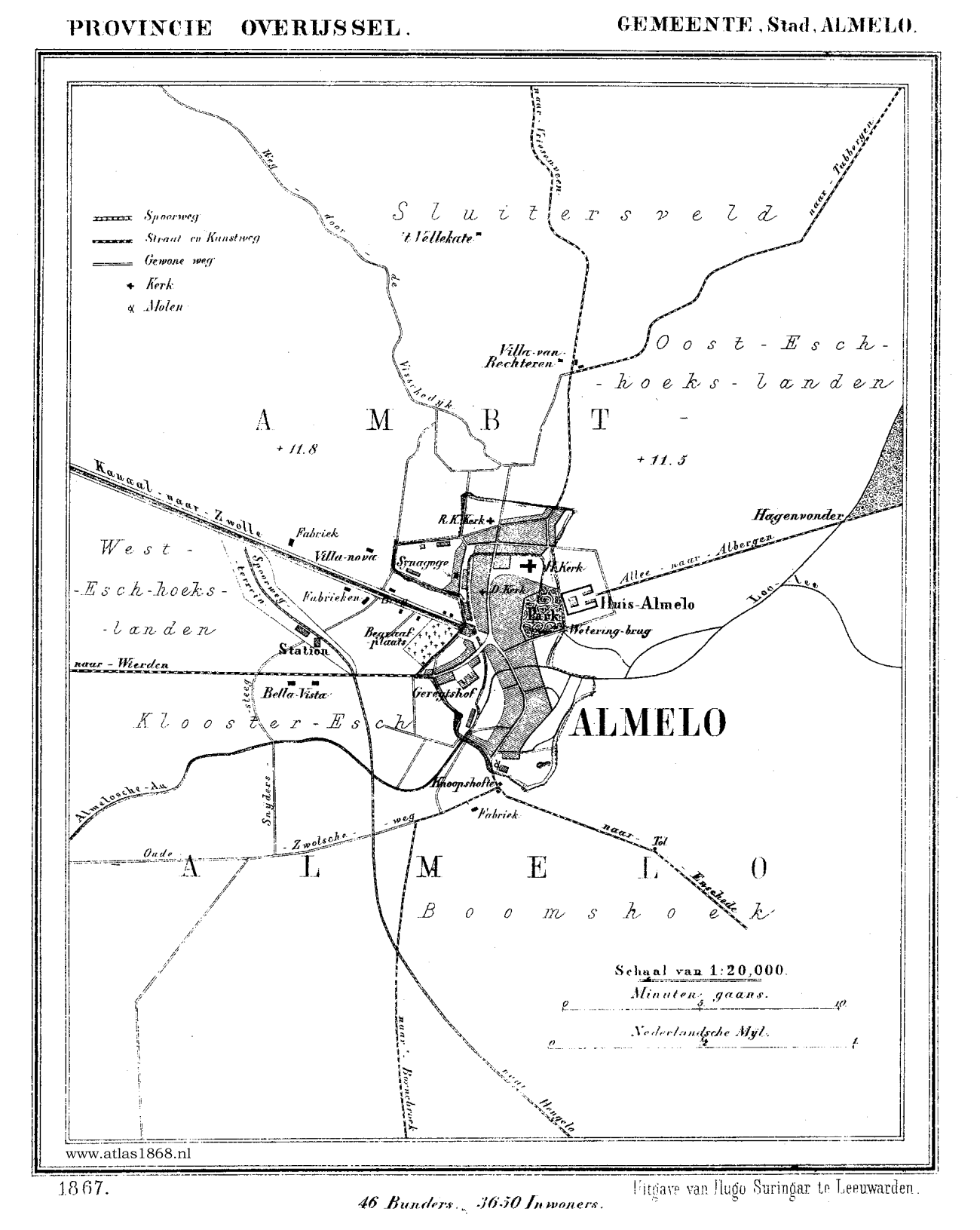
De voormalige gemeente Stad Almelo op een kaart uit de 19e eeuw

Tot 1795 maakten de stad Almelo en het bijbehorende richterambt deel uit van de heerlijkheid Almelo en Vriezenveen. Op 21 oktober 1811, tijdens de napoleontische tijd, werden stad en ambt van de voormalige heerlijkheid Almelo samengevoegd tot een gemeente. Op 24 november 1815 werd echter weer besloten, mede onder invloed van de heer van Almelo, graaf van Rechteren Limpurg en koning Willem I, om stad en ambt opnieuw te scheiden. Zo werd op 29 september 1818 de gemeente Almelo gesplitst in Ambt Almelo en Stad Almelo. Op 1 januari 1914 werden deze beide gemeentes weer bij elkaar gevoegd tot de gemeente Almelo.
Het grondgebied van de gemeente Stad Almelo omvatte het grondgebied van de stad Almelo in de voormalige heerlijkheid. Vanaf 1 oktober 1829 werd het grondgebied iets groter, toen een klein gebied van Ambt Almelo bij de stad werd gevoegd. Het ambt telde rond 1870, voor de grote groei van de stad als gevolg van textielnijverheid, 3600 inwoners. In november 2010 telde de stad Almelo 72599 inwoners.
Het gemeentewapen van Stad Almelo was blauw, waarop drie gouden ruiten stonden. Het wapenschild was gedekt met een vijfbladige kroon.

## Geboren in Stad Almelo
- Gerrit Derk Raedt (1817-1884), burgemeester van Diepenheim en Hengelo
- Gerard Ziegeler (1894-1985), voetballer